# Landkreis Anhalt-Bitterfeld
Landkreis Anhalt-Bitterfeld er en landkreis i den tyske delstat Sachsen-Anhalt; Den blev dannet i forbindelse med Kreisreform Sachsen-Anhalt 2007 ved en sammenlægning af de tidligere Landkreis Bitterfeld og Landkreis Köthen samt dele af Landkreis Anhalt-Zerbst.

## Geografi
Landkreisens seglformede areal strækker sig over 1.453 km². Fra den nordligste by Nedlitz til den sydligste Brehna-Torna er der en afstand på 59 kilometer, mens afstanden fra den vestligte by Köthen-Dohndorf til den østligste  Schwemsal er 48 Kilometer. På det smalleste sted er i bakkerne ved Aken-området kun otte  kilometer bredt. I syd har nedlagte brunkulslejer skabt et sølandskab , og i nord når landkreisen ind i det skovklædte højdedrag Fläming, hvor det 136 meter høje Weinberg er det højeste punkt i landkreisen. Ved Aken deler floden Elben i biosfærereservatet Mittlere Elbe  landkreisen i en nordlig og en sydlig halvdel;  den sydøstlige gennemløbes af floden Mulde. 

## Byer og kommuner
(indbyggertal i parentes er pr. 31. december 2006)

### Enhedskommuner
- 1. Aken (Elben), by (8.917)
- 2. Köthen (Anhalt), by (29.667)
- 3. Sandersdorf, kommune (9.552)
- 4. Zerbst, by * (15.537)
- 5. Zörbig, by (9.597)

### Forvaltningsfællesskaber
(* = administrationsby)
| - 1. Forvaltningsfællesskab Bitterfeld-Wolfen 1. Bitterfeld-Wolfen, Stadt * (47.777) 2. Bobbau (1.661) 3. Brehna, Stadt (2.956) 4. Friedersdorf (1.959) 5. Glebitzsch (659) 6. Mühlbeck (950) 7. Petersroda (617) 8. Roitzsch (2.591) | - 3. Forvaltningsfællesskab Muldestausee-Schmerzbach 1. Burgkemnitz (822) 2. Gossa (885) 3. Gröbern (642) 4. Krina (718) 5. Muldenstein (2.154) 6. Plodda (455) 7. Pouch (1.702) 8. Rösa (916) 9. Schlaitz * (1.003) 10. Schwemsal (663) | - 5. Forvaltningsfællesskab Raguhn 1. Altjeßnitz (489) 2. Jeßnitz (Anhalt), Stadt (3.681) 3. Marke (396) 4. Raguhn, Stadt * (3.696) 5. Retzau (389) 6. Schierau (839) 7. Thurland (434) 8. Tornau vor der Heide (490) |

| - 2. Forvaltningsfællesskab Elbe-Ehle-Nuthe (Sitz: Zerbst) 1. Bornum (546) 2. Buhlendorf (250) 3. Deetz (725) 4. Dobritz (308) 5. Gehrden (216) 6. Gödnitz (242) 7. Grimme (176) 8. Güterglück (735) 9. Hohenlepte (243) 10. Jütrichau (512) 11. Leps (316) 12. Lindau, Stadt (1.148) 13. Moritz (343) 14. Nedlitz (670) 15. Nutha (292) 16. Polenzko (301) 17. Reuden (312) 18. Steutz (947) 19. Straguth (269) 20. Walternienburg (561) 21. Zernitz (264) | - 4. Forvaltningsfællesskab Osternienburg 1. Chörau (247) 2. Diebzig (276) 3. Dornbock (372) 4. Drosa (615) 5. Elsnigk (719) 6. Großpaschleben (869) 7. Kleinpaschleben (949) 8. Libbesdorf (401) 9. Micheln (770) 10. Osternienburg * (2.130) 11. Reppichau (481) 12. Trinum (412) 13. Wulfen (1.171) 14. Zabitz (518) | - 6. Forvaltningsfællesskab Südliches Anhalt 1. Edderitz (1.229) 2. Fraßdorf (242) 3. Glauzig (469) 4. Görzig (1.262) 5. Großbadegast (683) 6. Gröbzig, Stadt (3.161) 7. Hinsdorf (522) 8. Libehna (271) 9. Maasdorf (378) 10. Meilendorf (250) 11. Piethen (264) 12. Prosigk (752) 13. Quellendorf (1.027) 14. Radegast, by (1.221) 15. Reupzig (328) 16. Riesdorf (135) 17. Scheuder (347) 18. Schortewitz (696) 19. Trebbichau an der Fuhne (368) 20. Weißandt-Gölzau * (1.868) 21. Wieskau (314) 22. Zehbitz (374) |

- Wikimedia Commons har flere filer relateret til Landkreis Anhalt-Bitterfeld

51°43′N 12°04′Ø / 51.72°N 12.07°Ø